# Nikolaos Andrikopoulos
Nikolaos Andrikopoulos (grekiska: Νικόλαος Ανδρικόπουλος), född 17 april 1997, är en grekisk trestegshoppare.

## Karriär
I juni 2021 tog Andrikopoulos guld i tresteg vid grekiska mästerskapen i Patra. Samma månad tog han även guld vid balkanmästerskapen i Smederevo och noterade ett nytt personbästa på 16,73 meter. I juni 2022 tog Andrikopoulos sitt andra guld vid balkanmästerskapen i Craiova.
I mars 2023 tog Andrikopoulos silver i trestegstävlingen vid inomhus-EM i Istanbul efter ett hopp på 16,58 meter.

## Personliga rekord
| Utomhus - Tresteg – 16,73 (Smederevo, 27 juni 2021) - Längdhopp – 7,28 (Limassol, 10 maj 2022) | Inomhus - Tresteg – 16,58 (Istanbul, 13 februari 2022) - Längdhopp – 7,13 (Pireus, 10 maj 2022) |